# او کیست (مجموعه تلویزیونی)
او کیست (انگلیسی: Who Is She؛‏ کره‌ای: 수상한 그녀) یک مجموعه تلویزیونی محصول کره جنوبی سال ۲۰۲۴ با بازی کیم هه سوک، جونگ جی سو و جونگ جین یونگ است. این مجموعه بازخلق فیلم سال ۲۰۱۴ کره جنوبی، خانم مادربزرگ به کارگردانی هوانگ دونگ هیوک است و داستان اوه مال سون، مادربزرگ ۷۰ ساله‌ای را به روایت می‌کند که ناگهان به اوه دو ری ۲۰ ساله تبدیل می‌شود و بار دیگر از دوران درخشش خود لذت می‌برد. این مجموعه از ۱۸ دسامبر ۲۰۲۴، روزهای چهارشنبه و پنجشنبه ساعت ۲۱:۵۰ (کی‌اس‌تی) از کی‌بی‌اس۲ پخش شد.

## بازیگران

### اصلی
- کیم هه سوک در نقش اوه مال سون[۱]
- جونگ جی سو در نقش اوه دو ری[۱]
- جونگ جین یونگ در نقش دنیل هان (هان جو هیوک)[۱]
- چه وون بین در نقش چوی ها نا[۱]